# Grundhof
Grundhof (in danese Grumtoft) è un comune di 891 abitanti dello Schleswig-Holstein, in Germania.
Appartiene al circondario (Kreis) di Schleswig-Flensburgo (targa SL) ed è parte della comunità amministrativa (Amt) di Langballig.